# Garrard megye
Garrard megye az Amerikai Egyesült Államokban, azon belül Kentucky államban található. Megyeszékhelye és legnagyobb városa Lancaster. Lakosainak száma 16 953 fő (2020. április 1.). Garrard megye Jessamine, Madison, Rockcastle, Lincoln, Boyle és Mercer megyékkel határos.

## Népesség
A megye népességének változása:
| Lakosok száma | 16 931 | 16 813 | 16 923 | 16 915 | 17 237 | 16 953 |
|               | 2010   | 2011   | 2012   | 2013   | 2015   | 2020   |